# Тонкохвіст елегантний
Тонкохвіст елегантний (Ischnura elegans) — вид бабок родини стрілкових (Coenagrionidae).

## Поширення
Вид поширений в Європі, Західній та Середній Азії на схід до Японії. В Україні зареєстрований на Закарпатті, в Київській, Полтавській, Дніпропетровській, Одеській, Херсонській і Запорізькій областях

## Опис
Це дрібна бабка з довжиною тіла 30—34 мм, довжиною черевця 22-29 мм, крил 14-21 мм, розмах крил до 45 мм. Крила прозорі. Голова широка, зверху вдвічі ширше за свою довжину, чорна, позаду очей зі світлими плямами. Лоб округлений.
У самиць і самців VIII сегмент черевця синього кольору, а IX — чорний. Черевце бронзово-чорного кольору, зчленування спинних півкілець мають жовтий окрас, VIII кільце, боки III і низ VII—IX сегментів черевця — сині, боки і низ III—VI сегментів — жовті. Задній край передньоспинки піднятий посередині й стирчить вгору у вигляді гребінця. Гомілки ніг не розширені. Птеростигма на всіх крилах практично однакової величини, вузька (займає 1 ланку). Ноги чорного або темно-сірого кольору.
У самця груди блакитного кольору, зверху має широку темну поздовжню смужку й вужчі смужки з боків. Черевце чорного кольору, з вузькими перев'язами, на кінці з великою блакитною плямою («ліхтарем»). Птеростигма у самців двоколірна: в основі чорна, на вершині — світла. VIII сегмент цілком блакитний, IX — чорний. Молоді самці, що недавно з'явилися з личинки, мають світло-зелене забарвлення грудного відділу. Статевозрілі самці забарвлені в яскраво-синій колір.
У самиць птеростигма на передніх крилах двоколірна, частково світла. Анальні придатки чорного кольору. Для самиць вікові зміни забарвлення мають складніший характер, у них дуже розвинений поліформізм. Деякі з них повторюють забарвлення самця, інші мають коричневі груди без будь-яких смуг. В цілому, виділяють 3 основні типи забарвлення самиць:
- А-тип (андроморфний або ізоморфний). У ювенільному віці характеризуються ліловими або помаранчевими грудьми та основою черевця з добре вираженою доплечевою смужкою. Надалі вони набувають яскраво-зеленого або блакитного забарвлення, властивого самцям, і набувають характерного для них «ліхтаря» на кінці черевця.
- Б-тип (перехідний). У ювенільному віці характеризуються ліловими грудьми та основою черевця, також добре вираженою доплечевою смугою чорного кольору. Дорослішаючи вони набувають оливково-зеленого або бурого окрасу, без блакитної плями («ліхтаря») на кінці черевця.
- С-тип (гетероморфний). У ювенільному віці характеризуються рожевими або помаранчевими грудьми та основою черевця без доплечевої смуги. У дорослому стані їхнє забарвлення буре або зелене, без блакитної плями («ліхтаря») на кінці черевця.